# Superliga Albanesa
A Categoria Superior (albanês: Kategoria Superiore) é o mais alto nível do futebol da Albânia, foi fundada em 1930.
No seu início o campeonato contava com 6 equipes. Na temporada 1998-99 , aumentou-se o número para 16 equipes, em 1999-2000 o número foi reduzido para 14 equipes. A partir da temporada 2006-07 o campeonato foi composto por 12 equipes. Desde 2015 o campeonato é jogado por dez equipes.

## Formato da Competição
A Categoria Superior é constituída por dez equipes. Cada time joga 33 jogos por temporada, em 3 turnos. As equipes recebem 3 pontos por vitória e 1 por empate. As três equipes melhores colocadas ganham o direito de disputar competições européias, o campeão vai para a Liga dos Campeões da UEFA, e os outros dois times se classificar para a UEFA Europa League. Os dois piores colocados na temporada são rebaixados.

## Tabela de campeões

### Campeonato Nacional Albanês
| Temporada | Campeão                                                         | Vice-campeão                                                    |
| 1930      | KF Tirana (1)                                                   | Skënderbeu (1)                                                  |
| 1931      | KF Tirana (2)                                                   | Teuta Durrës (1)                                                |
| 1932      | KF Tirana (3)                                                   | Vllaznia Shköder (1)                                            |
| 1933      | Skënderbeu (1)                                                  | Vllaznia Shköder (2)                                            |
| 1934      | KF Tirana (4)                                                   | Skënderbeu (2)                                                  |
| 1935      | Edição não realizada                                            | Edição não realizada                                            |
| 1936      | KF Tirana (5)                                                   | Vllaznia Shköder (3)                                            |
| 1937      | KF Tirana (6)                                                   | Vllaznia Shköder (4)                                            |
| 1938      | Edição não realizada                                            | Edição não realizada                                            |
| 1939      | Edições realizadas, mas não reconhecidas oficialmente pela FSHF | Edições realizadas, mas não reconhecidas oficialmente pela FSHF |
| 1940      | Edições realizadas, mas não reconhecidas oficialmente pela FSHF | Edições realizadas, mas não reconhecidas oficialmente pela FSHF |
| 1941      | Edição não realizada                                            | Edição não realizada                                            |
| 1942      | Edição realizada, mas não reconhecida oficialmente pela FSHF    | Edição realizada, mas não reconhecida oficialmente pela FSHF    |
| 1943      | Edições não realizadas                                          | Edições não realizadas                                          |
| 1944      | Edições não realizadas                                          | Edições não realizadas                                          |
| 1945      | Vllaznia Shköder (1)                                            | KF Tirana (1)                                                   |
| 1946      | Vllaznia Shköder (2)                                            | Flamurtari (1)                                                  |
| 1947      | Partizani Tirana (1)                                            | Vllaznia Shköder (5)                                            |
| 1948      | Partizani Tirana (2)                                            | Flamurtari (2)                                                  |
| 1949      | Partizani Tirana (3)                                            | Vllaznia Shköder (6)                                            |
| 1950      | Dinamo Tirana (1)                                               | Partizani Tirana (1)                                            |
| 1951      | Dinamo Tirana (2)                                               | Partizani Tirana (2)                                            |
| 1952      | Dinamo Tirana (3)                                               | Partizani Tirana (3)                                            |
| 1953      | Dinamo Tirana (4)                                               | Partizani Tirana (4)                                            |
| 1954      | Partizani Tirana (4)                                            | Dinamo Tirana (1)                                               |
| 1955      | Dinamo Tirana (5)                                               | Partizani Tirana (5)                                            |
| 1956      | Dinamo Tirana (6)                                               | Partizani Tirana (6)                                            |
| 1957      | Partizani Tirana (5)                                            | Dinamo Tirana (2)                                               |
| 1958      | Partizani Tirana (6)                                            | Besa (1)                                                        |
| 1959      | Partizani Tirana (7)                                            | KF Tirana (2)                                                   |
| 1960      | Dinamo Tirana (7)                                               | Partizani Tirana (7)                                            |
| 1961      | Partizani Tirana (8)                                            | Dinamo Tirana (3)                                               |
| 1962      | Edição não realizada                                            | Edição não realizada                                            |

### Campeonato Albanês de Futebol
| Temporada | Campeão               | Vice-campeão          |
| 1962–63   | Partizani Tirana (9)  | Dinamo Tirana (4)     |
| 1963–64   | Partizani Tirana (10) | Dinamo Tirana (5)     |
| 1964–65   | KF Tirana (7)         | Partizani Tirana (8)  |
| 1965–66   | KF Tirana (8)         | Partizani Tirana (9)  |
| 1966–67   | Dinamo Tirana (8)     | KF Tirana (3)         |
| 1968      | KF Tirana (9)         | Partizani Tirana (10) |
| 1969–70   | KF Tirana (10)        | Partizani Tirana (11) |
| 1970–71   | Partizani Tirana (11) | Dinamo Tirana (6)     |
| 1971–72   | Vllaznia Shköder (3)  | KF Tirana (4)         |
| 1972–73   | Dinamo Tirana (9)     | Partizani Tirana (12) |
| 1973–74   | Vllaznia Shköder (4)  | Partizani Tirana (13) |
| 1974–75   | Dinamo Tirana (10)    | Vllaznia Shköder (7)  |
| 1975–76   | Dinamo Tirana (11)    | KF Tirana (5)         |
| 1976–77   | Dinamo Tirana (12)    | Skënderbeu (3)        |
| 1977–78   | Vllaznia Shköder (5)  | Luftëtari (1)         |
| 1978–79   | Partizani Tirana (12) | KF Tirana (6)         |
| 1979–80   | Dinamo Tirana (13)    | KF Tirana (7)         |
| 1980–81   | Partizani Tirana (13) | Dinamo Tirana (7)     |
| 1981–82   | KF Tirana (11)        | Flamurtari (3)        |
| 1982–83   | Vllaznia Shköder (6)  | Partizani Tirana (14) |
| 1983–84   | Labinoti (1)          | KF Tirana (8)         |
| 1984–85   | KF Tirana (12)        | Dinamo Tirana (8)     |
| 1985–86   | Dinamo Tirana (14)    | Flamurtari (4)        |
| 1986–87   | Partizani Tirana (14) | Flamurtari (5)        |
| 1987–88   | KF Tirana (13)        | Flamurtari (6)        |
| 1988–89   | KF Tirana (14)        | Partizani Tirana (15) |
| 1989–90   | Dinamo Tirana (15)    | Partizani Tirana (16) |
| 1990–91   | Flamurtari (1)        | Partizani Tirana (17) |
| 1991–92   | Vllaznia Shköder (7)  | Partizani Tirana (18) |
| 1992–93   | Partizani Tirana (15) | Teuta Durrës (2)      |
| 1993–94   | Teuta Durrës (1)      | KF Tirana (9)         |
| 1994–95   | KF Tirana (15)        | Teuta Durrës (3)      |
| 1995–96   | KF Tirana (16)        | Teuta Durrës (4)      |
| 1996–97   | KF Tirana (17)        | Vllaznia Shköder (8)  |
| 1997–98   | Vllaznia Shköder (8)  | KF Tirana (10)        |
| 1998–99   | KF Tirana (18)        | Vllaznia Shköder (9)  |
| 1999–00   | KF Tirana (19)        | Tomori Berat (1)      |
| 2000–01   | Vllaznia Shkodër (9)  | KF Tirana (11)        |
| 2001–02   | Dinamo Tirana (16)    | KF Tirana (12)        |
| 2002–03   | KF Tirana (20)        | Vllaznia Shkodër (10) |

### Kategoria Superiore
| Temporada | Campeão               | Vice-campeão          |
| 2003–04   | KF Tirana (21)        | Dinamo Tirana (9)     |
| 2004–05   | KF Tirana (22)        | Elbasani (1)          |
| 2005–06   | Elbasani (1)          | KF Tirana (13)        |
| 2006–07   | KF Tirana (23)        | Teuta Durrës (5)      |
| 2007–08   | Dinamo Tirana (17)    | Partizani Tirana (19) |
| 2008–09   | KF Tirana (24)        | Vllaznia Shkodër (11) |
| 2009–10   | Dinamo Tirana (18)    | Besa (2)              |
| 2010–11   | Skënderbeu (2)        | Flamurtari (7)        |
| 2011–12   | Skënderbeu (3)        | Teuta Durrës (6)      |
| 2012–13   | Skënderbeu (4)        | Kukësi (1)            |
| 2013–14   | Skënderbeu (5)        | Kukësi (2)            |
| 2014–15   | Skënderbeu (6)        | Kukësi (3)            |
| 2015–16   | Skënderbeu (7)        | Partizani Tirana (20) |
| 2016–17   | Kukësi (1)            | Partizani Tirana (21) |
| 2017–18   | Skënderbeu (8)        | Kukësi (4)            |
| 2018–19   | Partizani Tirana (16) | Kukësi (5)            |
| 2019–20   | KF Tirana (25)        | Kukësi (6)            |
| 2020–21   | Teuta Durrës (2)      | Vllaznia Shkodër (12) |
| 2021–22   | KF Tirana (26)        | KF Laçi (1)           |
| 2022–23   | Partizani Tirana (17) | KF Tirana (5)         |
| 2023–24   | KF Egnatia (1)        | Partizani Tirana (22) |
| 2024–25   | KF Egnatia (2)        | Vllaznia Shkodër (13) |

## Conquistas por clube
| Clubes           | Campeonatos | Vice-campeonatos | Temporadas como campeão | Temporadas como vice-campeão |
| KF Tirana        | 26          | 14               | 1930, 1931, 1932, 1934, 1936, 1937, 1964–65, 1965–66, 1968, 1969–70, 1981–82, 1984–85, 1987–88, 1988–89, 1994–95, 1995–96, 1996–97, 1998–99, 1999–00, 2002–03, 2003–04, 2004–05, 2006–07, 2008–09, 2019–20 e 2021–22 | 1945, 1959, 1966–67, 1971–72, 1975–76, 1978–79, 1979–80, 1983–84, 1993–94, 1997–98, 2000–01, 2001–02, 2005–06 e 2022–23                                                       |
| Dinamo City      | 18          | 9                | 1950, 1951, 1952, 1953, 1955, 1956, 1960, 1966–67, 1972–73, 1974–75, 1975–76, 1976–77, 1979–80, 1985–86, 1989–90, 2001–02, 2007–08 e 2009–10                                                                         | 1954, 1957, 1961, 1962–63, 1963–64, 1970–71, 1980–81, 1984–85 e 2003–04 |
| Partizani Tirana | 17          | 22               | 1947, 1948, 1949, 1954, 1957, 1958, 1959, 1961, 1962–63, 1963–64, 1970–71, 1978–79, 1980–81, 1986–87, 1992–93, 2018–19 e 2022–23                                                                                     | 1950, 1951, 1952, 1953, 1955, 1956, 1960, 1964–65, 1965–66, 1968, 1969–70, 1972–73, 1973–74, 1982–83, 1988–89, 1989–90, 1990–91, 1991–92, 2007–08, 2015–16, 2016–17 e 2023–24 |
| Vllaznia Shkodër | 9           | 13               | 1945, 1946, 1971–72, 1973–74, 1977–78, 1982–83, 1991–92, 1997–98 e 2000–01 | 1932, 1933, 1936, 1937, 1947, 1949, 1974–75, 1996–97, 1998–99, 2002–03, 2008–09, 2020–21 e 2024–25                                                                            |
| Skënderbeu       | 8           | 3                | 1933, 2010–11, 2011–12, 2012–13, 2013–14, 2014–15 e 2017–18 | 1930, 1934 e 1976–77 |
| Teuta Durrës     | 2           | 6                | 1993–94 e 2020–21 | 1931, 1992–93, 1994–95, 1995–96, 2006–07 e 2011–12 |
| Elbasani         | 2           | 1                | 1983–84 e 2005–06 | 2004–05 |
| Egnatia          | 2           | 0                | 2023–24 e 2024–25 | |
| Flamurtari       | 1           | 7                | 1990–91 | 1946, 1948, 1981–82, 1985–86, 1986–87, 1987–88 e 2010–11 |
| Kukësi           | 1           | 6                | 2016–17 | 2012–13, 2013–14, 2014–15, 2017–18, 2018–19 e 2019–20 |
| Besa             | 0           | 2                | | 1958 e 2009–10 |
| Luftëtari        | 0           | 1                | 1977–78 | |
| Tomori Berat     | 0           | 1                | 1999–00 | |
| KF Laçi          | 0           | 1                | 2021–22 | |

## Artilheiros por edição

### Campeonato Nacional Albanês
| Temporada | Artilheiro         | Time             | Gols |
| --------- | ------------------ | ---------------- | ---- |
| 1930      | Emil Hajnali       | KF Tirana        | 3    |
| 1930      | Rexhep Maçi        | KF Tirana        | 3    |
| 1931      | Teli Samsuri       | Skënderbeu       | 7    |
| 1932      | Haki Korça         | KF Tirana        | 4    |
| 1933      | Servet Teufik Agaj | Skënderbeu       | 7    |
| 1934      | Mark Gurashi       | KF Tirana        | 12   |
| 1936      | Riza Lushta        | KF Tirana        | 11   |
| 1937      | Riza Lushta        | KF Tirana        | 25   |
| 1945      | Loro Boriçi        | Vllaznia Shkodër | 11   |
| 1946      | Xhevdet Shaqiri    | Vllaznia Shkodër | 10   |
| 1947      | Hamdi Bakalli      | Partizani Tirana | 7    |
| 1948      | Tish Daija         | Flamurtari       | 11   |
| 1948      | Zihni Gjinali      | Partizani Tirana | 11   |
| 1949      | Zihni Gjinali      | Partizani Tirana | 13   |
| 1950      | Loro Boriçi        | Partizani Tirana | 9    |
| 1951      | Refik Resmja       | Partizani Tirana | 59   |
| 1952      | Refik Resmja       | Partizani Tirana | 17   |
| 1953      | Refik Resmja       | Partizani Tirana | 9    |
| 1954      | Refik Resmja       | Partizani Tirana | 13   |
| 1955      | Refik Resmja       | Partizani Tirana | 23   |
| 1955      | Skënder Jareci     | Dinamo Tirana    | 23   |
| 1956      | Refik Resmja       | Partizani Tirana | 17   |
| 1957      | Niko Bespalla      | Teuta Durrës     | 15   |
| 1958      | Skënder Jareci     | Dinamo Tirana    | 14   |
| 1959      | Stavri Lubonja     | Dinamo Tirana    | 11   |
| 1960      | Panajot Pano       | Dinamo Tirana    | 13   |
| 1961      | Panajot Pano       | Partizani Tirana | 14   |

### Campeonato Albanês de Futebol
| Temporada | Artilheiro       | Time                | Gols |
| --------- | ---------------- | ------------------- | ---- |
| 1962–63   | Robert Jashari   | Partizani Tirana    | 18   |
| 1963–64   | Robert Jashari   | Partizani Tirana    | 9    |
| 1964–65   | Robert Jashari   | Partizani Tirana    | 14   |
| 1965–66   | Josif Kazanxhi   | KF Tirana           | 13   |
| 1966–67   | Medin Zhega      | Dinamo Tirana       | 19   |
| 1968      | Skënder Hyka     | KF Tirana           | 19   |
| 1969–70   | Panajot Pano     | Partizani Tirana    | 19   |
| 1970–71   | Ilir Përnaska    | Dinamo Tirana       | 19   |
| 1971–72   | Ilir Përnaska    | Dinamo Tirana       | 17   |
| 1972–73   | Ilir Përnaska    | Dinamo Tirana       | 12   |
| 1973–74   | Ilir Përnaska    | Dinamo Tirana       | 19   |
| 1974–75   | Ilir Përnaska    | Dinamo Tirana       | 17   |
| 1975–76   | Ilir Përnaska    | Dinamo Tirana       | 18   |
| 1976–77   | Agim Murati      | Partizani Tirana    | 12   |
| 1977–78   | Agim Murati      | Partizani Tirana    | 14   |
| 1978–79   | Agim Murati      | Partizani Tirana    | 14   |
| 1978–79   | Petrit Dibra     | KF Tirana           | 14   |
| 1979–80   | Përparim Kovaçi  | Tomori Berat        | 18   |
| 1980–81   | Dashnor Bajaziti | Besa                | 14   |
| 1981–82   | Vasil Ruci       | Flamurtari          | 12   |
| 1982–83   | Dashnor Bajaziti | Besa                | 16   |
| 1983–84   | Vasil Ruci       | Flamurtari          | 12   |
| 1984–85   | Vaslli Fakja     | Vllaznia Shkodër    | 13   |
| 1984–85   | Arben Minga      | KF Tirana           | 13   |
| 1985–86   | Kujtim Majaci    | Apolonia            | 20   |
| 1986–87   | Arben Arbri      | Tomori Berat        | 14   |
| 1987–88   | Agustin Kola     | KF Tirana           | 18   |
| 1988–89   | Agustin Kola     | KF Tirana           | 19   |
| 1989–90   | Kujtim Majaci    | Apolonia            | 19   |
| 1990–91   | Kliton Bozgo     | Tomori Berat        | 29   |
| 1991–92   | Edmir Bilali     | Vllaznia Shkodër    | 20   |
| 1992–93   | Edmond Dosti     | Partizani Tirana    | 21   |
| 1993–94   | Edi Martini      | Vllaznia Shkodër    | 14   |
| 1994–95   | Arben Shehu      | Luftëtari           | 21   |
| 1995–96   | Altin Çuko       | Tomori BeratKF Laçi | 21   |
| 1996–97   | Viktor Paço      | Flamurtari          | 14   |
| 1997–98   | Dorian Bubeqi    | Shkumbini           | 26   |
| 1998–99   | Artan Bano       | Lushnja             | 23   |
| 1999–00   | Klodian Arbëri   | Tomori Berat        | 18   |
| 2000–01   | Indrit Fortuzi   | KF Tirana           | 30   |
| 2001–02   | Indrit Fortuzi   | KF Tirana           | 24   |
| 2002–03   | Mahir Halili     | KF Tirana           | 20   |

### Kategoria Superiore
| Temporada | Artilheiro        | Time             | Gols |
| --------- | ----------------- | ---------------- | ---- |
| 2003–04   | Vioresin Sinani   | Vllaznia Shkodër | 36   |
| 2004–05   | Dorian Bylykbashi | Partizani        | 24   |
| 2005–06   | Hamdi Salihi      | KF Tirana        | 29   |
| 2006–07   | Vioresin Sinani   | KF Tirana        | 23   |
| 2007–08   | Vioresin Sinani   | Vllaznia Shkodër | 20   |
| 2008–09   | Migen Memelli     | KF Tirana        | 22   |
| 2009–10   | Daniel Xhafa      | Besa             | 18   |
| 2010–11   | Daniel Xhafa      | Flamurtari       | 19   |
| 2011–12   | Roland Dervishi   | Shkumbini        | 20   |
| 2012–13   | Migen Memelli     | Flamurtari       | 19   |
| 2013–14   | Pero Pejić        | Skënderbeu       | 20   |
| 2014–15   | Pero Pejić        | Kukësi           | 31   |
| 2015–16   | Hamdi Salihi      | Skënderbeu       | 27   |
| 2016–17   | Pero Pejić        | Kukësi           | 28   |
| 2017–18   | Sidrit Guri       | Kukësi           | 21   |
| 2017–18   | Ali Sowe          | Skënderbeu       | 21   |
| 2018–19   | Reginaldo         | Kukësi           | 14   |
| 2019–20   | Kyrian Nwabueze   | KF Laçi          | 23   |
| 2020–21   | Dejvi Bregu       | Teuta Durrës     | 16   |
| 2021–22   | Taulant Seferi    | KF Tirana        | 19   |
| 2021–22   | Saliou Guindo     | KF Laçi          | 19   |

## Campeões invictos
| Temporada | Clube            | Pts. | J  | V  | E | D | GP  | GC | SG   |
| --------- | ---------------- | ---- | -- | -- | - | - | --- | -- | ---- |
| 1932      | KF Tirana        | 13   | 8  | 5  | 3 | 0 | 31  | 6  | +25  |
| 1936      | KF Tirana        | 25   | 14 | 11 | 3 | 0 | 50  | 8  | +42  |
| 1937      | KF Tirana        | 35   | 18 | 17 | 1 | 0 | 74  | 8  | +66  |
| 1946      | Vllaznia Shkodër | 24   | 12 | 12 | 0 | 0 | 37  | 3  | +34  |
| 1949      | Partizani Tirana | 30   | 16 | 14 | 2 | 0 | 65  | 9  | +56  |
| 1951      | Dinamo Tirana    | 50   | 26 | 24 | 2 | 0 | 108 | 7  | +101 |
| 1954      | Partizani Tirana | 43   | 22 | 21 | 1 | 0 | 93  | 8  | +85  |
| 1955      | Dinamo Tirana    | 55   | 30 | 25 | 5 | 0 | 74  | 9  | +65  |
| 1956      | Dinamo Tirana    | 29   | 16 | 13 | 3 | 0 | 35  | 8  | +27  |
| 1959      | Partizani Tirana | 23   | 14 | 9  | 5 | 0 | 27  | 6  | +21  |
| 1963–64   | Partizani Tirana | 37   | 22 | 15 | 7 | 0 | 46  | 10 | +36  |